# لودویک والبورگ

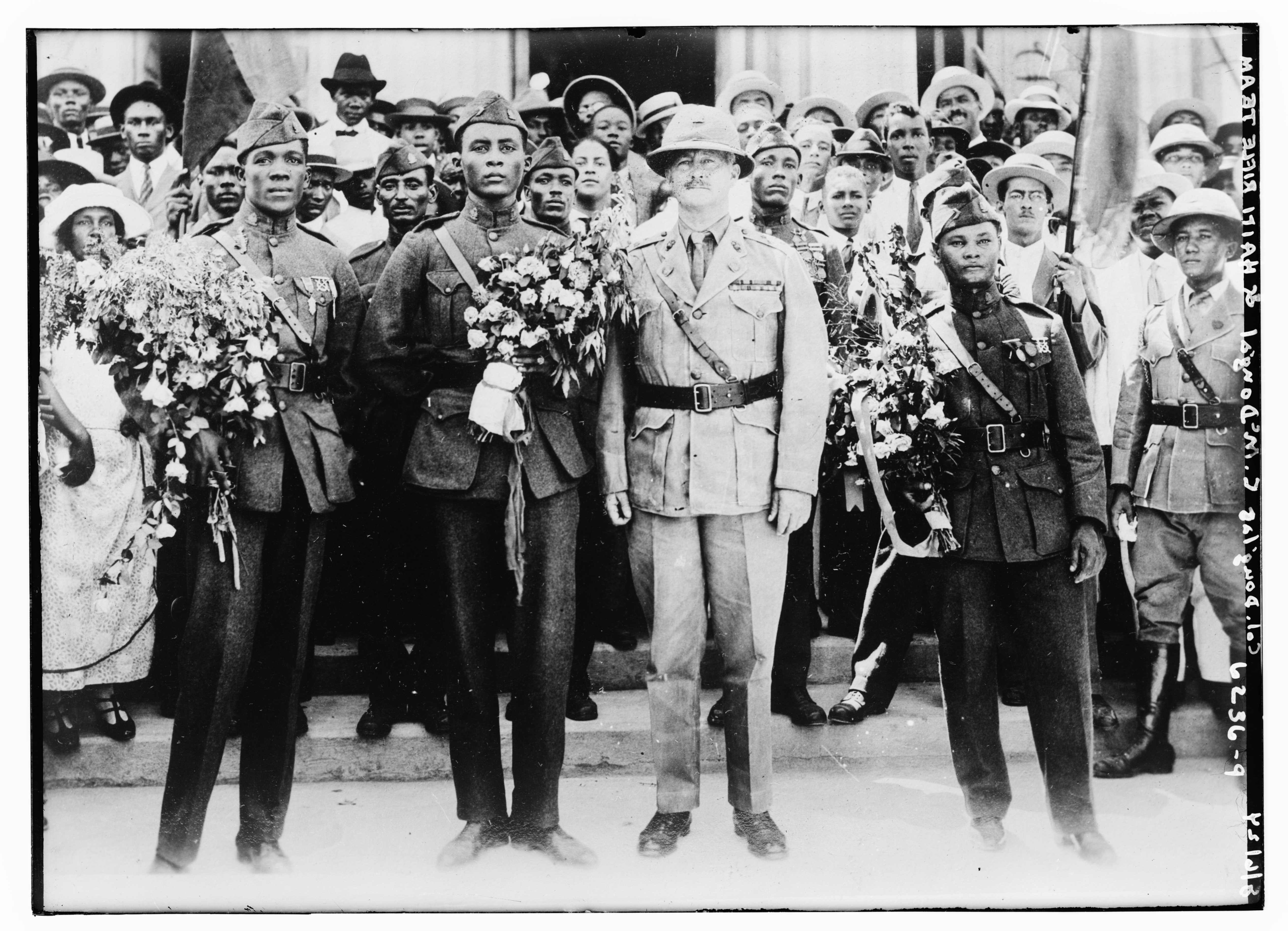
لودویک والبورگ هنگام بازگشت از بازی های المپیک 1924

لودویک والبورگ (انگلیسی: Ludovic Valborge؛ 1889 – تاریخ ورودی نامعتبر است) ورزشکار ورزش تیراندازی اهل هائیتی بود.
وی در مسابقات کشوری و بین‌المللی در مجموع برندهٔ ۱ مدال برنز شده‌است.